# Plevna (Montana)
Plevna és una població dels Estats Units a l'estat de Montana. Segons el cens del 2000 tenia 138 habitants.

## Demografia
Segons el cens del 2000, Plevna tenia 138 habitants, 63 habitatges, i 40 famílies. La densitat de població era de 115,8 habitants per km².
Dels 63 habitatges en un 30,2% hi vivien nens de menys de 18 anys, en un 54% hi vivien parelles casades, en un 3,2% dones solteres, i en un 36,5% no eren unitats familiars. En el 34,9% dels habitatges hi vivien persones soles el 14,3% de les quals corresponia a persones de 65 anys o més que vivien soles. El nombre mitjà de persones vivint en cada habitatge era de 2,19 i el nombre mitjà de persones que vivien en cada família era de 2,78.
Per edats la població es repartia de la següent manera: un 24,6% tenia menys de 18 anys, un 2,9% entre 18 i 24, un 31,2% entre 25 i 44, un 21,7% de 45 a 60 i un 19,6% 65 anys o més.
L'edat mediana era de 40 anys. Per cada 100 dones de 18 o més anys hi havia 108 homes.
La renda mediana per habitatge era de 27.917 $ i la renda mediana per família de 33.333 $. Els homes tenien una renda mediana de 26.875 $ mentre que les dones 21.667 $. La renda per capita de la població era de 14.360 $. Aproximadament el 6,5% de les famílies i el 8,3% de la població estaven per davall del llindar de pobresa.

## Poblacions més properes
El següent diagrama mostra les poblacions més properes.